# Route de Palagruža

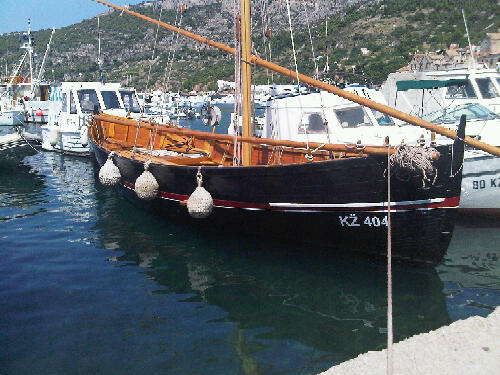
La Falcuse (ou gaète falquée) Mikula : ce type de bateau de pêche dalmate était utilisé en course.

La Route de Palagruža (croate : Rota Palagruzona, italien : Regata Pelagosana) est le nom d'une ancienne course de gaètes falquées (croate : falkuša, italien : gaete falcate), un type de tartane de pêche dalmate à voile latine et à « falques ». 
Jadis la distribution des zones de pêche était définie par cette course dont la première édition date de la période vénitienne, en 1593 à la dernière course en 1936, les zones de pêche étaient attribuées par ordre d'arrivée des voiliers entre Komiža et Palagruža, sur une durée de course de 5 à 16 heures suivant les conditions de vents,,.

## Enjeu de la course
Les pêcheurs de Komiža organiseraient chaque année cette régate entre Komiža et Palagruža. Le trajet nécessite, environ, entre 5 heures de navigation par beau vent et 13 à 16 heures les conditions de vent étaient mauvaises,. Le résultat de la régate était très important, car les meilleurs arrivants gagnaient les droits sur les meilleures zones de pêche autour de Palagruža pour la saison et les autres places étaient prises dans l’ordre d'arrivée.

## Origine et historique
La première régate connue à Pelagosa, aujourd'hui Palagruža, a eu lieu dès 1593, ce qui en fait la plus ancienne régate de pêcheurs d'Europe. Réunis à Hvar, les pêcheurs sont convenus que la course comporterait 74 gaètes falquées et commencerait le 12 juin. Pour marquer le début de la course, un coup de canon est tiré depuis la forteresse de la ville nouvellement construite. Les pêcheurs étaient accompagnés de galères de guerre vénitiennes afin de les protéger des pirates.
Avec l'avènement des moteurs de navires, la régate perd sa raison d'être et sa dernière édition historique eut lieu en 1936, pendant la période italienne, mais les pêcheurs et plaisanciers croates d'aujourd'hui tentent de la remettre en route.